# 越智孝平
越智 孝平（おち こうへい、1889年（明治22年）2月3日 - 1968年（昭和43年）6月25日）は、日本の海軍軍人、政治家。最終階級は海軍少将。松山市長。

## 経歴
愛媛県和気郡堀江村（現:松山市堀江町）で越智倉吉、ヨシ夫妻の息子として生れる。1907年、私立北予中学校を卒業し、海軍兵学校（38期）に入学。1910年7月、同校を卒業し、1911年12月に海軍少尉任官。海軍大学校で乙種学生、次いで海軍水雷学校高等科学生、同特修科学生として学んだ。第三水雷戦隊司令部付、米国駐在、第一水雷戦隊司令部付兼参謀、「陸奥」通信長心得などを経て、1924年11月、海大甲種22期を卒業した。
以後、軍令部参謀、第二遣外艦隊参謀、海軍大学校教官、在メキシコ国公使館付武官などを歴任。1931年12月、海軍大佐に昇進し、1933年11月「多摩」艦長に就任。鎮海要港部参謀長、仮称鎮海海軍航空隊設立準備委員長を経て、1936年12月、「比叡」艦長となる。1937年12月1日、海軍少将に進み軍令部出仕、同月4日に待命となり、同月21日に予備役に編入された。
1942年10月、勝田主計、川島義之の勧めで松山市長に就任し、戦時下の対応に尽力。1946年3月、市長を退任した。戦後、公職追放となり、その後は、飯岡マグネート工業会社監査役、田中精機会社取締役などを務めた。